# Howard Bergerson

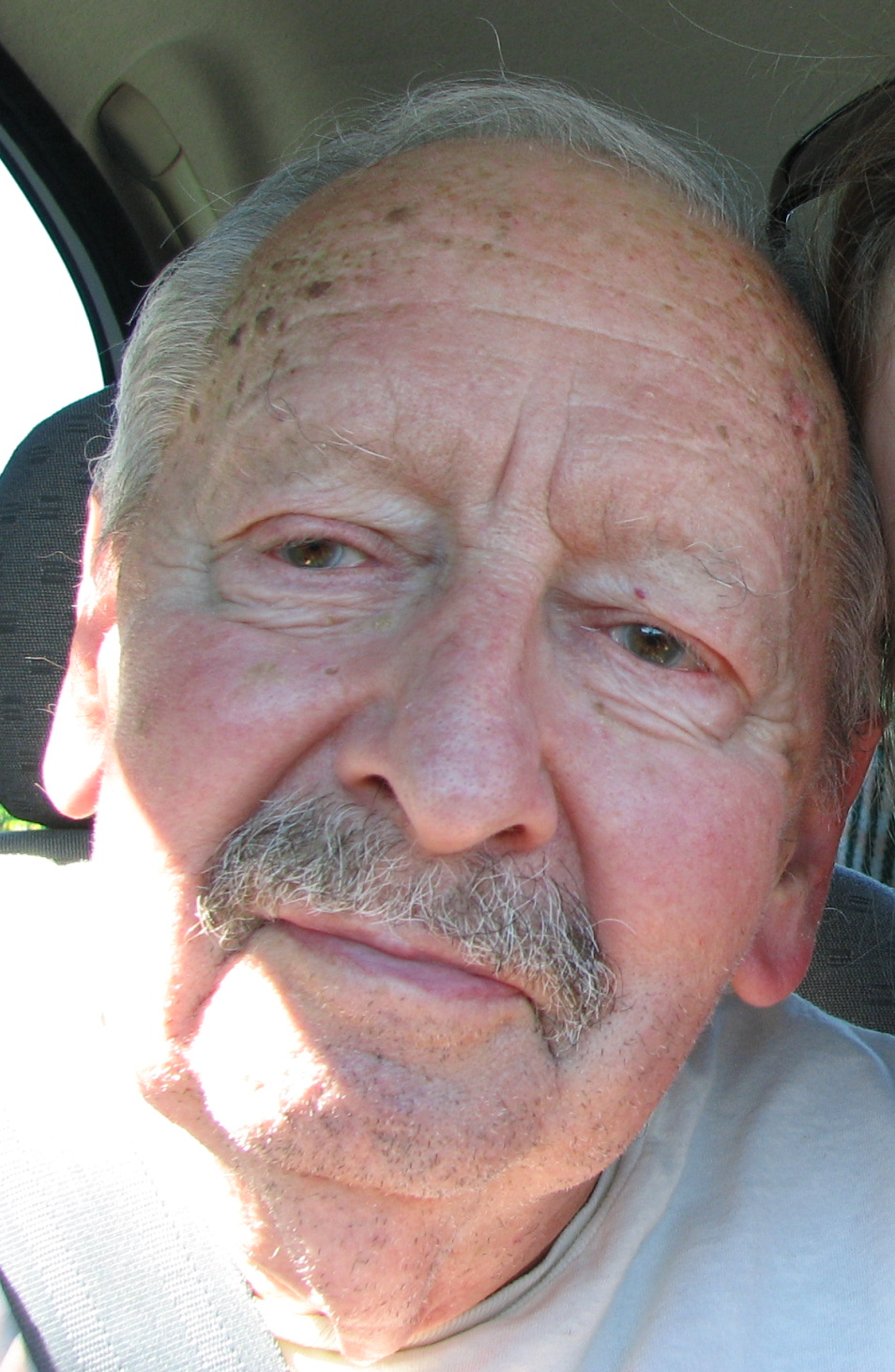
Howard W. Bergerson im Alter von 84 Jahren

Howard W. Bergerson (* 29. Juli 1922 in Minneapolis, Minnesota; † 19. Februar 2011 in Kirkland, Washington) war ein US-amerikanischer Schriftsteller und Dichter, der für seine Beherrschung von Palindromen und Wortspiel bekannt ist.

## Werk
Bergersons erster Gedichtband, The Spirit of Adolescence, wurde 1950 veröffentlicht und brachte ihm im Jahre 1957 die Nominierung als Poet Laureate für Oregon ein. Aus politischen Gründen lehnte er die Nominierung aber ab.
Bereits 1961 lagen Bergersons Hauptinteressen im Wortspiel und im beschränkten Schreiben. Er wurde von Palindromen fasziniert und begann, ein ausführliches, verständliches, palindromisches Gedicht zu komponieren. Das Ergebnis Edna Waterfall hatte 1034 Buchstaben und stand im Guinness-Buch der Rekorde als längstes englisches Palindrom.
1969 übernahm Bergerson die Redaktion von Word Ways, die er aber nach einem Jahr bereits wieder niederlegte. Trotzdem blieb er über mehrere Jahrzehnte regelmäßiger Beiträger zur Zeitschrift, mit denkwürdigen Artikeln über Palindrome, Anagrammen, pangrammatische Fenster, panalphabetische Fenster, selbstbezügliche Akrostichen, und sogenannte „vocabularyclept“ Dichtungen. Außerdem veröffentlichte er Spiele und Rätsel in Reader’s Digest und anderen Zeitschriften.
Sein 1973 erschienenes Buch Palindromes and Anagrams wurde von Kritikern als das „sine qua non für alle ernstzunehmenden Logologen“ und das größte Buch über Palindrome gefeiert. Bergerson wurde häufig als einer der größten Palindromisten aller Zeiten bezeichnet.

## Leben
Bergerson wurde in Minneapolis geboren. Seine Mutter war Margaret Jeske, sein Pflegevater Ludvick Bergerson. Bergerson verbrachte seine Jugend in den Mühlenstädten des Pazifischen Nordwestens. Nach seiner Tätigkeit in der United States Army (während derer er in der Schlacht um Guadalcanal eingesetzt wurde) zog er nach Sweet Home in Oregon, unweit der Fabrik, wo er über 50 Jahre als Schindelmacher arbeitete. Im Jahre 1967 traf und heiratete er Nellie Wilson (geb. McLaughlin) und adoptierte ihre drei jüngsten Kinder; die Ehe dauerte bis zum Nellies Tod 1987. Seine darauffolgende Ehe mit Christine Stamm dauerte drei Jahre.
2010 zog Bergerson von Sweet Home nach Woodinville in Washington. Er starb im folgenden Jahr in Kirkland.

## Werkverzeichnis
- Howard W. Bergerson. The Spirit of Adolescence.  Little Press, 1950.
- Palindromes and Anagrams. Dover Publications, 1973, ISBN 0-486-20664-5.
- Posterity Is You. 1977.
- The Cosmic Sieve Hypothesis. Greenwood Periodicals, 1986.
- Earth: The Crossroads of the Cosmos. 1990.